# ジャズ・ボーカリスト一覧
ジャズ・ボーカリスト一覧（ジャズ・ボーカリストいちらん）は、ジャズ、フュージョン（クロスオーバーを含む）の代表的な歌手についての一覧（グループを含む）である。
一部、ポップス、ソウル、ブルース、ロック・シンガーを含むが、ジャズのアルバムやレコードを発表している場合は一覧に入れる。人名は記事名の順とする。

## 女性ジャズ・ボーカリスト
- アニタ・オデイ（Anita O'Day）
- アニタ・ベイカー（Anita Baker）
- アビー・リンカーン（Abbey Lincoln）
- アルバータ・ハンター（Alberta Hunter）
- アン・バートン（Ann Burton）
- アン・マレー（Anne Murray）
- イーディ・ゴーメ（Eydie Gorme）
- イリアーヌ・イリアス（Eliane Elias）
- ヴィクトリア・トルストイ（Viktoria Tolstoy）
- エセル・マーマン（Ethel Merman）
- エタ・ジェイムス（Etta James）
- エタ・ジョーンズ（Etta Jones）
- エラ・フィッツジェラルド（Ella Fitzgerald）
- カーメン・マクレエ（Carmen McRae）
- カーメン・ランディ（Carmen Lundy）
- カーリン・アリソン（Karrin Allyson）
- カーリン・クローグ（Karin Krog）
- カサンドラ・ウィルソン（Cassandra Wilson）
- カテリーナ・ヴァレンテ（Caterina Valente）
- カルメン・ミランダ（Carmen Miranda）
- キーリー・スミス（Keely Smith）
- キャロル・キッド（Carol Kidd）
- キャロル・スローン（Carol Sloane）
- クィーン・ラティファ（Queen Latifah）
- クリス・コナー（Chris Connor）
- クレア・マーティン（Claire Martin）
- クレオ・レーン（Cleo Laine）
- グレッチェン・パーラト（Gretchen Parlato）
- コニー・ボズウェル（Connie Boswell）
- サシマ・ビー・ベンジャミン（Sathima Bea Benjamin）
- サラ・ヴォーン（Sarah Vaughan）
- サリナ・ジョーンズ（Salena Jones）
- ジェシー・ノーマン（Jessye Norman）
- ジェリ・サザーン（Jeri Southern）
- シャーリー・スコット（Shirley Scott）
- シャーリー・バッシー（Shirley Bassey）
- シャーリー・ホーン（Shirley Horn）
- ジャネット・サイデル（Janet Seidel）
- ジューン・クリスティ（June Christy）
- ジュリー・アンドリュース（Julie Andrews）
- ジュリー・ロンドン（Julie London）
- ジョー・スタッフォード（Jo Stafford）
- ジョニ・ジェイムス（Joni James）
- ジョニー・ソマーズ（Joanie Sommers）
- スー・レイニー（Sue Raney）
- ステイシー・ケント（Stacey Kent）
- セリア・ネルゴール（Silje Nergaard）
- ソフィー・ミルマン（Sophie Milman）
- ダイアナ・クラール（Diana Krall）
- ダイアン・シューア（Diane Schuur）
- ダイアン・リーヴス（Dianne Reeves）
- ダイナ・ショア（Dinah Shore）
- ダイナ・ワシントン（Dinah Washington）
- タニア・マリア（Tania Maria）
- チャカ・カーン（Chaka Khan）
- ディー・ディー・ブリッジウォーター（Dee Dee Bridgewater）
- テリー・ソーントン（Teri Thornton）
- テレサ・ブリュワー（Teresa Brewer）
- ナタリー・コール（Natalie Cole）
- ナンシー・ウィルソン（Nancy Wilson）
- ニーナ・シモン（Nina Simone）
- ニッキ・ヤノフスキー（Nikki Yanofsky）
- ノラ・ジョーンズ（Norah Jones）
- パティ・オースティン（Patti Austin）
- パティ・ペイジ（Patti Page）
- パトリシア・バーバー（Patricia Barber）
- ビバリー・ケニー（Beverly Kenney）
- ヒラリー・コール（Hilary Kole）
- ビリー・ホリデイ（Billie Holiday）
- フローラ・プリム（Flora Purim）
- ブロッサム・ディアリー（Blossom Dearie）
- ペギー・リー（Peggy Lee）
- ベッシー・スミス（Bessie Smith）
- ベット・ミドラー（Bette Midler）
- ベティ・カーター（Betty Carter）
- ベティ・ハットン（Betty Hutton）
- ヘレン・メリル（Helen Merrill）
- ホリー・コール（Holly Cole）
- ポリー・バーゲン（Polly Bergen）
- マデリン・ペルー（Madeleine Peyroux）
- マヘリア・ジャクソン（Mahalia Jackson）
- マリーナ・ショウ （Marlena Shaw）
- モニカ・ゼタールンド（Monica Zetterlund）
- モリー・ジョンソン（Molly Johnson）
- リー・ワイリー（Lee Wiley）
- リズ・ライト （Lizz Wright）
- リタ・ライス（Rita Reys）
- レディー・ガガ（Lady Gaga）
- レナ・ホーン（Lena Horne）
- レベッカ・ピジョン（Rebecca Pidgeon）
- ローズマリー・クルーニー（Rosemary Clooney）
- ローラ・フィジィ（Laura Fygi）

## 男性ジャズ・ボーカリスト
- アル・ジャロウ（Al Jarreau）
- エディ・ヴィンソン（Eddie Vinson）
- カート・エリング（Kurt Elling）
- キャブ・キャロウェイ（Cab Calloway）
- クリフ・エドワーズ（Cliff Edwards）
- サミー・デイヴィスJr.（Sammy Davis Jr.）
- ジーン・ケリー（Gene Kelly）
- ジェイミー・カラム（Jamie Cullum）
- ジミー・スコット（Jimmy Scott）
- ジョー・ウィリアムス（Joe Williams）
- ビッグ・ジョー・ターナー（Big Joe Turner）
- ジョニー・ハートマン（Johnny Hartman）
- チェット・ベイカー（Chet Baker）
- トニー・ベネット（Tony Bennett）
- ジョン・ピザレリ（John Pizzarelli）
- ナット・キング・コール（Nat King Cole）
- ハリー・コニック・ジュニア（Harry Connick Jr.）
- ビリー・エクスタイン（Billy Eckstine）
- ビング・クロスビー（Bing Crosby）
- フランク・シナトラ（Frank Sinatra）
- フレッド・アステア（Fred Astaire）
- ペリー・コモ（Perry Como）
- ボビー・ダーリン（Bobby Darin）
- ボビー・マクファーリン（Bobby McFerrin）
- ボブ・ドロー（Bob Dorough）
- マイケル・ブーブレ（Michael Bublé）
- メル・トーメ（Mel Torme）
- ルイ・アームストロング（Louis Armstrong）
- ルイ・ジョーダン（Louis Jordan）
- ルイ・プリマ（Louis Prima）
- ルー・ロウルズ（Lou Rawls）
- ルーズヴェルト・サイクス（Roosevelt Sykes）
- レイ・チャールズ（Ray Charles）

## グループ
- アンドリューズ・シスターズ（Andrews Sisters）
- ゴールデン・ゲイト・カルテット（Golden Gate Quartet）
- ジャッキー&ロイ（Jackie and Roy）
- シンガーズ・アンリミテッド（The Singers Unlimited）
- スウィングル・シンガーズ（The Swingle Singers)
- TAKE 6（Take 6）
- ニューヨーク・ヴォイセス（New York Voices）
- ハイ・ローズ （The Hi-Lo's）
- フォー・フレッシュメン（Four Freshmen）
- ボズウェル・シスターズ（Boswell Sisters）
- マクガイヤー・シスターズ（The McGuire Sisters）
- マンハッタン・トランスファー（Manhattan Transfer）
- ミルス・ブラザース（Mills Brothers）
- ランバート、ヘンドリックス&ロス（Lambert, Hendricks & Ross）

## 日本のジャズ・ボーカリスト

### 女性
- akiko
- Azumi
- 青江三奈
- 青木カレン
- アオキマミ
- 阿川泰子
- 秋元直子
- 朝丘雪路
- 安富祖貴子
- 綾戸智恵
- アン・サリー
- アンリ菅野
- 伊藤君子
- 井上真紀
- 石原江里子
- 彩花-iroha-
- UA
- ウィリアムス浩子
- 上野まな（Candy Tree）
- 江利チエミ
- Emi Meyer
- エミコ・ヴォイス
- 大橋美加
- 沖樹莉亜
- 岡あさ子
- 越智順子
- 笠井紀美子
- 金子晴美
- キャロル山崎
- Geila Zilkha
- Grace Mahya
- 神谷えり
- 黒岩静枝
- ケイコ・リー
- Coco d'Or
- 紗野葉子
- 酒井俊
- 清水ひろみ
- Shanti
- 沢たまき
- 's Honey
- CHAKA
- 樹里からん
- JUJU
- Shoko
- 鈴木重子
- 須田宏美
- たなかりか
- 鶴田さやか
- 土岐麻子
- 戸坂純子
- Tomoko Miyata
- 中本マリ
- 仲宗根かほる
- ナンシー梅木
- Nia
- noon
- 寝占友梨絵
- 平賀マリカ
- 弘田三枝子
- Fride Pride（Shiho）
- ペギー葉山
- マーサ三宅
- 正山陽子
- MAYA
- 松尾和子
- マリーン
- 美空ひばり
- 村上ゆき
- 村本玲奈
- メリー大須賀
- meg
- 森サカエ
- 八代亜紀
- 山岡美香
- 山岡未樹
- 雪村いづみ
- 由紀さおり
- YURIE
- 与世山澄子
- 若林喜代江

### 男性
- 笈田敏夫
- 尾崎紀世彦
- 小林桂
- 武井義明
- 高島忠夫
- ティーブ・釜萢
- TOKU
- 旗照夫
- フランキー堺
- フランク永井
- 牧野ヨシオ
- 丸山繁雄
- 森山浩二
- レイモンド・コンデ
- 柳澤愼一
- 山崎唯

### グループ
- XUXU
- タイム・ファイブ
- ダークダックス
- デューク・エイセス
- ボニージャックス